# Kanton Pougues-les-Eaux
Der Kanton Pougues-les-Eaux war bis 2015 ein französischer Kanton im Arrondissement Nevers im Département Nièvre und in der Region Burgund; sein Hauptort war Pougues-les-Eaux. Vertreterin im Generalrat des Départements war von 2001 bis 2015 Colette Mongiat. 
Der Kanton war 83,94 km² groß und hatte 12.544 Einwohner (Stand 2006). Er lag im Mittel auf 212 Meter über dem Meeresspiegel, zwischen 157 m (Germigny-sur-Loire) und 341 m (Parigny-les-Vaux). 

## Gemeinden
Der Kanton bestand aus fünf Gemeinden:
| Gemeinde           | Einwohner Jahr | Fläche km² | Bevölkerungsdichte | Code INSEE | Postleitzahl |
| ------------------ | -------------- | ---------- | ------------------ | ---------- | ------------ |
| Fourchambault      | 4.620 (2013)   | 4,55       | 1015 Einw./km²     | 58117      | 58600        |
| Garchizy           | 3.851 (2013)   | 16,42      | 235 Einw./km²      | 58121      | 58600        |
| Germigny-sur-Loire | 766 (2013)     | 18,78      | 41 Einw./km²       | 58124      | 58320        |
| Parigny-les-Vaux   | 984 (2013)     | 31,47      | 31 Einw./km²       | 58207      | 58320        |
| Pougues-les-Eaux   | 2.410 (2013)   | 12,72      | 189 Einw./km²      | 58214      | 58320        |

## Bevölkerungsentwicklung
| 1962   | 1968   | 1975   | 1982   | 1990   | 1999   | 2006   | 2011   |
| ------ | ------ | ------ | ------ | ------ | ------ | ------ | ------ |
| 12.042 | 12.318 | 13.333 | 13.115 | 12.870 | 12.673 | 12.544 | 12.665 |